# Anthony Crolla
Anthony Crolla (Manchester, 16 novembre 1986) è un pugile inglese di origini italiane.
Soprannominato "Million Dolla", è stato detentore del titolo mondiale WBA dei pesi leggeri dal 2015 al 2016 oltre che campione britannico e del Commonwealth di categoria.

## Carriera professionale
Crolla compie il suo esordio da professionista il 14 ottobre 2006, sconfiggendo il connazionale Abdul Rashid ai punti dopo 4 round.